# 国民休暇村
国民休暇村（こくみんきゅうかむら、こくみんきゅうかそん、とも）は、国立公園及び国定公園の集団施設地区に設置された総合的休養施設である。
国費により国または地方公共団体が整備した基本的公共施設と、年金福祉事業団の直接融資等により一般財団法人休暇村協会（2012年3月31日まで財団法人休暇村協会）が整備した有料施設からなる。
かつて自然公園の施設整備は、民間の有料施設、それも大半が高級な宿泊施設に偏りがちだった。このため、低廉で健全な宿泊施設を中心として、スキー場、キャンプ場等地域に応じた各種の野外レクリエーション施設を集団的に整備する目的で、自然公園法の公園計画にもとづき制度化された。
具体的な施設整備は旧厚生省により、1961年度（昭和36年度）から始められた。1962年（昭和37年）11月26日、鳥取県大山に第一号の施設が開業。当時の料金は1泊700円であった。